# Zgodovinski muzej Armenije
Zgodovinski muzej Armenije je muzej v Erevanu v Armeniji z oddelki za arheologijo, numizmatiko, etnografijo, moderno zgodovino in restavriranje. Ima nacionalno zbirko 400.000 predmetov in je bil ustanovljena leta 1920. 35 % glavne zbirke predstavljajo predmeti, povezani z arheologijo, 8 % zbirke predstavljajo predmeti povezani z etnografijo, 45 % povezanih z numizmatiko in 12 % zbirke sestavljajo dokumenti . Je narodni muzej Armenije, stavba je na Trgu republike v Erevanu. Država finančno podpira muzej in je lastnica tako zbirke kot stavbe. Muzej izvaja konservatorsko-restavratorska dela in objavlja dela o armenski arhitekturi, arheologiji, etnografiji in zgodovini. Prav tako so objavili vrsto poročil o arheoloških izkopavanjih od leta 1948. Muzej izvaja tudi izobraževalne in znanstvene programe o armenski zgodovini in kulturi.

## Zgodovina
Državni zbor Armenije je 9. septembra 1919 ustanovil Zgodovinski muzej Armenije. Muzej se je obiskovalcem odprl 20. avgusta 1921. Njegov prvi direktor je bil Yervand Lalayan. Prvotno imenovan Etnografsko-antropološki muzej-knjižnica, je bil večkrat preimenovan, najprej v Državni centralni muzej Armenije (1926), nato v Zgodovinski muzej (1935), še kasneje v Državni zgodovinski muzej Armenije (1962) , v zadnjem času v Kulturno-zgodovinski muzej (2000) in nazadnje v Zgodovinski muzej Armenije (od leta 2003). Zgodovinski muzej Armenije je nastal s pomočjo zbirk Armenskega etnografskega združenja Kavkaza, Muzeja armenskih starin Nor Nahičevan, Muzeja starin Ani in zakladnica starodavnih rokopisov Vagharšapat. Izvirna zbirka je štela 15.289 predmetov.
Leta 1935 je Centralni komite komunistične partije Armenije ustanovil ločene muzeje. Ti muzeji so prejeli predmete, ki so bili prvotno del Zgodovinskega muzeja Armenije:
- Muzej umetnosti Armenske SSR je bil organiziran v skladu z Oddelkom za umetnost zgodovinskega muzeja (današnja Armenska narodna galerija) in je prejela 1660 predmetov.
- Muzej literature (današnji Muzej literature in umetnosti Čarenc) je nastal iz oddelka za literaturo Zgodovinskega muzeja in je prejel 301 predmet in 1298 rokopisov.
- Državni etnografski muzej je bil ustanovljen leta 1978 in je prejel 1428 predmetov in 584 fotografij

Zgodovinski muzej Armenije nenehno dopolnjuje svoje zbirke z najdbami iz trenutnih izkopavanj, ki so jih na starih armenskih najdiščih pridobili Inštitut za arheologijo in etnografijo in Nacionalna akademija znanosti Armenije. Druge predmete dobijo z nakupi in donacijami. Muzej predstavlja celostno sliko zgodovine in kulture Armenije, od prazgodovine do danes. Muzej predstavlja tudi redke sledi kulturnih medsebojnih odnosov med starodavnimi vzhodnimi družbami v Armenskem višavju. Te starodavne družbe so Kavkaz, Kreta, Egipt, Mitani, Hetitsko kraljestvo, Asirija, Iran, Selevkidsko cesarstvo, Rimsko cesarstvo in Bizantinsko cesarstvo.

## Zbirke
- Velika zbirka bronastih predmetov iz 3. do 2. tisočletja pred našim štetjem.
- Zgodovinsko-kulturna dediščina Urartuja, sestavljena iz klinopisnih napisov, bronastih kipcev, stenskih poslikav, poslikane keramike, orožja in orožja s kiparskim okrasjem, izkopanih iz Karmir Blurja  (prej Teišebaini), Arin-Berda in Argištikhinilija (danes Armavir).
- klinopisni napis iz 782 pr. n. št. o ustanovitvi mesta Erebuni (Erevan), ki ga je napisal urartski kralj Argišti I..
- Zbirka predmetov, ki odražajo zgodovino transporta. Lesene vozove in kočije iz 15. do 14. stoletja pred našim štetjem, izkopani v Lčašenu ob Sevanskem jezeru, skupaj z miniaturnimi modeli iz brona.
- Zbirka miletskih, grško-makedonskih, selevkidnih, partskih, rimskih, sasanidskih, bizantinskih, arabskih in seldžuških zlatih, srebrnih in bakrenih kovancev, ki so krožili v Armeniji.
- zbirka armenskih kovancev, izdana v Copku (provinca Sofene); Mala Armenija (3. st. pr. n. št. - 150 pr. n. št.); kovanci armenske rodbine Artaksiadov (189 pr. n. št. - 6 n. št.); kraljestva Kiurike (11. stoletje) in armensko kraljestvo Kilikija (1080-1375).
- Najdbe z arheoloških najdišč Garni, Artašat in Ošakan, značilne za preoblikovanje helenistične kulture v Armeniji
- Najdbe, izkopane iz mestih Dvin, Ani in trdnjave Amberd, ki odražajo krščansko kulturo 4. in 5. stoletja.

### Predmeti
- Kip ptice (15. - 14. stoletje pred našim štetjem, Lčašen): bronasta skulptura ptice, ki sedi na podstavku, dimenzije 17,5 x 12,2 x 3,3 cm, z dolgim vratom in repom. Njene okrogle, izbočene oči so bile v vdolbinicah v središču obarvane. Telo je votlo, na prsih in straneh ima klinasto oblikovane odprtine za krila. Ptičja krila, prsi in rep so okrašeni z linearnim vzorcem.[2]
- Lonec s pokrovom, trikolor (16. – 15. stoletje pred našim štetjem, Karašamb):lonec je v obliki soda. Ustnica je ravna, zlomljena in ima na robu dva para lukenj za obešanje. Njegova površina je črna, polirana in razdeljena na štiri sektorje, ki so delno okrašeni z rdečo okro in svetilimi trikotniki bele barve. Sektorja sta ločena drug od drugega s parom navpičnih črt, ki spominjajo na valove. Pokrov je okrogel, urezan, okrašen s štirimi trikotniki, ki enako sestavljajo križno sliko. V presečišču krila križa je luknja. [3]
- Kip volka (6. - 5. st. pr. n. št., Ajrum): Volkova usta so odprta in kažejo ogromne zobe. Žival ima napeto držo, sprednje noge so raztegnjene naprej, zadnje noge pa so rahlo upognjene. Šape imajo kremplje. Rep je dolg, z zavihanim vrhom. Volk in pes sta povezana s podzemljem.[4]

## Razstave
Zgodovinski muzej Armenije je leta 1995 razstavljal v Bochumu, v Bibliothèque nationale de France v Parizu leta 1996, v muzeju Musee Dobree Nantes leta 1996, v Lyonu leta 1997, v Kairu leta 1997, v Atenah Zappeion Megaron leta 1998, v Bonnu, v Halle-Wittenbergu leta 1998, v Pekingu leta 1998, v vatikanski knjižnici leta 1999, v Parizu leta 2000, v Britanski knjižnici v Londonu leta 2001, v Rijksmuseum, v Leidnu, na Nizozemskem v obdobju 2001-2002 in v Budimpešti leta 2002.
Muzej je sodeloval na različnih mednarodnih razstavah, med njimi tudi v Budimpešti leta 1968, Parizu 1970, Leningradu 1974, Spokaneu 1975, Los Angelesu 1977, Tartuu 1979, Kijevu 1980, Tsukuba leta 1984 v Benetkah leta 1987, v umetniškem parku Pavillon des Arts v Parizu leta 1999, v Louvru v Parizu leta 2007, v New Yorku od leta 2008 do leta 2009, v Solunu leta 2009, v Ermitažu v Sankt Peterburgu leta 2009, v Univerzitetnem muzeju umetnosti Princeton leta 2010, od leta 2014 do 2015 pa v Metropolitanskem muzeju umetnosti v New Yorku.